# Molophilus aterrimus
Molophilus aterrimus là một loài ruồi trong họ Limoniidae. Chúng phân bố ở miền Australasia.